# Tárnicsvirágúak
A tárnicsvirágúak (Gentianales) a kétszikűek osztályának egyik rendje, az APG III osztályozás alapján az eudicots csoport euasterids I elnevezésű kládjába tartozik.

## Rendszertani felosztásuk

### APG
Az Angiosperm Phylogeny Group (APG) 1998-ban közölt osztályozása (APG I), a 2003-as (APG II) és 2009-es (APG III) pontosításai szerint a rendbe a következő családok tartoznak:
- meténgfélék (Apocynaceae),
- Gelsemiaceae,
- tárnicsfélék (Gentianaceae),
- sztrichninfafélék (Loganiaceae),
- buzérfélék (Rubiaceae).

Egyes hagyományos rendszertanok ide sorolják a vidrafűfélék (Menyanthaceae) családját, mások önálló családként, sőt, önálló rendként különítik el a selyemkóróféléket (Asclepiadoideae, ezekben a rendszerekben Asclepiadaceae, illetve Asclepiadales) is.

### Hagyományos rendszerezések
Korábbi rendszerezők (például Wettstein, Soó (1953)) a szirmoknak a bimbóban elfoglalt helyzete alapján Contortae (sodortszirmúak) néven hivatkoztak a rendre. Borhidi a sodort szirmúságot polifiletikusnak értelmezi, és a csoportot Gentianales és Asclepiadales rendekre osztja.

## Megjelenésük, felépítésük
Molekuláris vizsgálatok alapján a rend monofiletikussága egyértelmű, a morfológiai sajátságok azonban meglehetősen különbözők lehetnek.
A legtöbbjük fásszárú. Egyszerű és többnyire tagolatlan, pálhás leveleik többnyire keresztben átellenesen állnak.  A levélalapon, néha a csészén is gyantás mirigyszőrök (kollaterák) találhatók, amik másodlagosan hiányozhatnak is. Forrt szirmú, aktinomorf virágaik négykörösek, körönként négy- vagy öttagúak. Pártájuk a bimbóban megtekeredett. Felső állású magházukban két termőlevél nő, amikből sok anatropikus magkezdemény fejlődik. Edénynyalábjaik jellemzően bikollaterálisak.
Gyakran indolalkaloidokat és keserűanyagokat tartalmaznak.